# Таёжная сказка
«Таёжная сказка» — советский рисованный мультипликационный фильм 1951 года по народной эвенкийской сказке.

## Сюжет
Две таёжные Росомахи собрались переехать на новые места. Хитрая Лиса прикинулась их другом, чтобы украсть лодку с пожитками, что ей вначале и удалось. Однако умный Дятел выручил попавших в беду Росомах и наказал Лису.

## Создатели
| Сценарий                   | Олега Леонидова |
| Режиссёр-постановщик       | Ольга Ходатаева |
| Художник-постановщик       | Пётр Носов |
| Режиссёр                   | Евгений Райковский                                                                                                   |
| Композитор                 | Виктор Оранский |
| Оператор                   | Елена Петрова |
| Звукооператор              | Борис Фильчиков |
| Ассистент режиссёра        | Борис Петин |
| Ассистент художника        | Евгений Алитовский                                                                                                   |
| Технический ассистент      | Елена Шилова |
| Ассистент по монтажу       | В. Егорова |
| Художники-мультипликаторы: | Лидия Резцова, Игорь Подгорский, Елизавета Комова, Фаина Епифанова, Владимир Арбеков, Юрий Прытков, Рената Миренкова |
| Тексты песен               | Льва Позднеева, Наталии Кончаловской                                                                                 |
| Художники-декораторы:      | Ольга Геммерлинг, Константин Малышев, Галина Невзорова, Елена Танненберг, Дмитрий Анпилов                            |
| Роли озвучивали:           | Татьяна Барышева — Росомаха-жена, Валентина Сперантова — Дятел, Галина Новожилова — Лиса                             |

## Переозвучка
- В 2000—2001 году мультфильм был отреставрирован и заново переозвучен компаниями ООО «Студия АС» и ООО «Детский сеанс 1». В новой версии была полностью заменена фонограмма, к переозвучиванию привлечены современные актёры, в титрах заменены данные о звукорежиссёре (Звукооператор новой версии — А. Понявин) и актёрах озвучивания. Переозвучка была крайне негативно воспринята как большинством телезрителей[1][2], так и членами профессионального сообщества[3][4]. Качество реставрации изображения также иногда подвергается критике.

### Озвучивание
- Юльен Балмусов — дедушка
- Ирина Маликова — лисичка
- Татьяна Канаева — мальчик
- Жанна Балашова — росомаха'-жена
- Борис Токарев — росомаха'-муж
- Сергей Балабанов — дятел
- Юлия Парнес — вокал

## Видеоиздания
В СССР в 1980-е «Видеопрограмма Госкино СССР» начала выпускать мультфильм на видеокассетах в системе SECAM. В начале 1990-х годов в СССР и России выпущен кинообъединением «Крупный план» на видеокассетах в системе PAL в 41 сборнике мультфильмов «Соломенный бычок», «Валидуб» и «Чудо-мельница». В середине 1990-х мультфильм также выпущен на видеокассетах в VHS-сборнике лучших советских мультфильмов Studio PRO Video, также в VHS-сборнике мультфильмов киностудии «Союзмультфильм» видеостудией «Союз».

Мультфильм неоднократно переиздавался на DVD в сборниках мультфильмов: «Лесные сказки» часть 2 («Союзмультфильм», дистрибьютор «Союз»), «Сказки со всего света» (дистрибьютор «Твик-Лирек»).